# Olga Leonardowna Knipper

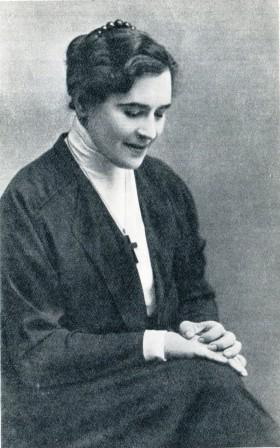
Olga Leonardowna Knipper

Olga Leonardowna Knipper-Tschechowa (russisch Ольга Леонардовна Книппер; * 9.jul. / 21. September 1868greg. in  Glasow; † 22. März 1959 in Moskau) war eine russische bzw. sowjetische Schauspielerin.

## Leben
Knipper gehörte zu den 39 ursprünglichen Mitgliedern des Moskauer Künstlertheaters (heute Tschechow-Theater), das 1898 von Konstantin Stanislawski gegründet wurde. Knipper war die erste, die sowohl Arkadina in Die Möwe (1898), Mascha in Die Drei Schwestern und Madame Ranewskaja in Der Kirschgarten (1904) spielte. Mit Anton Pawlowitsch Tschechow, dem Autor dieser Stücke, war sie seit 1901 verheiratet. Knipper-Tschechowa spielte die Ranewskaja ein weiteres Mal 1943 in der 300. Aufführung von Der Kirschgarten. Die Schauspielerin Olga Tschechowa war ihre Nichte, der Komponist Lew Konstantinowitsch Knipper ihr Neffe. Olgas Vater Leonard kam ursprünglich aus dem Elsass, war preußischer Staatsangehöriger und arbeitete in Russland als Brennereiingenieur bei Kokman (russ. Кокманский винокуренный завод); die Mutter Anna (geborene Salz) war Professorin an der Moskauer Philharmonie- und Schauspielschule.